# Lada XCODE
LADA XCODE — российский концепт-кар. Впервые был представлен 24 августа 2016 года на Московском международном автосалоне. Также была представлена модификация Sport Вторая версия концепта была представлена 29 августа 2018 года там же.
Дизайнер автомобиля, Стив Маттин охарактеризовал автомобиль так:

 «Концепт полный эмоций, концепт, который выводит наш дизайн на новый уровень выразительности».
 Помимо этого, Маттин не исключил, что модель XCODE  может не стать серийным автомобилем, но послужит основой для создания новой модельной палитры «Лада» и следующей версии дизайна «ИКС-стиль». 
Также, летом 2016 года немецкие СМИ предположили, что продажи автомобиля начнутся с 2018 года и начальная стоимость составит 1 миллион рублей.